# Slopeng
Slopeng is een bestuurslaag in het regentschap Sumenep van de provincie Oost-Java, Indonesië. Slopeng telt 1972 inwoners (volkstelling 2010).